# Фолиньо, Ник
Ник Фоли́ньо (англ. Nick Foligno; 31 октября 1987, Буффало, США) — профессиональный американский хоккеист, нападающий и капитан команды НХЛ «Чикаго Блэкхокс». На драфте 2006 года команда «Оттава Сенаторз» выбрала игрока под общим 28-м номером. С 2012 по 2021 годы выступал за «Коламбус Блю Джекетс», где являлся капитаном. Его отец, Майк Фолиньо, также играл в НХЛ, играет в НХЛ и его младший брат, Маркус Фолиньо, который в настоящий момент является игроком клуба «Миннесота Уайлд».

## Профессиональная карьера

### Оттава Сенаторз
На драфте НХЛ 2006 года, проходившем в Ванкувере, был выбран в первом раунде под 28 номером клубом «Оттава Сенаторз». 21 марта 2007 генеральный менеджер «сенаторов» Джон Маклер объявил, что с Фолиньо подписан трёхлетний контракт новичка. Некоторое время Фолиньо провёл в АХЛ в составе «Бингхэмтон Сенаторс» и в 28 матчах отметился 19 (6+13) очками. Первое очко в АХЛ набрал в первой же игре 16 ноября 2007, проигранной «Филадельфии Фантомс» 3-6. Первую шайбу забросил 18 января 2008, а его команда победила 6-3 «Сиракьюз Кранч».
Большую часть чемпионата 2007–08 Фолиньо играл за «Оттаву Сенаторз». Впервые вышел на лёд в НХЛ 3 октября 2007, проведя на площадке 7:36 и не набрав очков, а «Оттава» переиграла со счётом 4-3 «Торонто Мейпл Лифс». Первую свою шайбу забросил 18 октября 2007 в ворота Кэри Прайса, «Оттава» победила в этом матче «Монреаль Канадиенс» со счётом 4-3. Свою первую шайбу отпраздновал в стиле отца, исполнив «Прыжок Фолиньо». Всего в регулярном чемпионате выходил на лёд в 45 играх, 6 раз отправлял шайбу в ворота соперника сам и ещё трижды помог отличиться своим одноклубникам. 9 апреля 2008 сыграл первый матч в плей-офф против «Питтсбург Пингвинз», в котором его команда была бита 0-4. Первую шайбу в играх на вылет провёл в этой же серии 14 апреля, поразив ворота Марка-Андре Флери; этот гол стал единственным для «Оттавы», а «пингвины» снова победили, на этот раз 4-1. Сенаторы проиграли четыре матча
подряд в Восточном четвертьфинале и завершили сезон сухим поражением в серии.
В сезоне 2008/09 Фолиньо забросил 17 шайб и набрал 32 очка в 81 игре, тем не менее, сезон для «Оттавы» получился неудачным и они не смогли выйти в плей-офф.
В сезоне 2009/10 Фолиньо был вынужден пропустить 21 игру из-за перелома ноги, случившегося во время противостояния с «Монреалем» 30 января 2010, когда Ник блокировал бросок соперника. Всего же принял участие в 61 игре и набрал 26 (9+17) баллов за результативность. «Оттава» вышла в плей-офф, где соперником вновь стал «Питтсбург». Фолиньо выполнил одну передачу, а его команда проиграла серию 2-4.
Сезон 2010/11 провёл от звонка до звонка, сыграв во всех 82 матчах, и набрал 34 (14+20) очков, но «Оттава» не попала в плей-офф второй раз за три года.
Сезон 2011/12 получился лучшим в составе канадской команды, Фолиньо забросил 15 шайб и отдал 32 голевых паса. В играх на вылет на его счету гол и 3 передачи, но «сенаторам» снова не удалось преодолеть барьер первого раунда.

### Коламбус Блю Джекетс
1 июля 2012 Фолиньо был обменян в «Коламбус Блю Джекетс» на защитника Марка Метота. После того как 2 из 6 защитников стартового состава ушли свободными агентами, «Оттаве» необходимо было усилить оборону. Изначально Фолиньо был частью сделки по обмену главной звезды «жакетов» Рика Нэша, но генеральный менеджер «Коламбуса» Скотт Хаусон сообщил, что Нэш отказался переходить в «Оттаву», в контракте Рика был пункт, который запрещал отдавать игрока в другой клуб без его согласия. Фолиньо перешёл как ограниченно свободный агент и подписал контракт на три года суммой $9.15 млн. В свой первый сезон, укороченный из-за локаута, за новую команду набрал 19 баллов.
В сезоне 2013/14 набрал 39 (18+21) очков в 70 матчах и вышел с «Коламбусом» в плей-офф. Соперником в первом раунде стал «Питтсбург», Фолиньо забросил 2 шайбы, включая победную в овертайме четвёртого матча, но серию со счётом 4-2 выиграли «пингвины». Победная шайба Ника принесла «Коламбусу» первую кубковую победу на своём льду в истории клуба. Фолиньо после матча рассказал о предсказании, которое сделал перед овертаймом:

В третьем перерыве я сказал: «Я собираюсь забить решающий гол в овертайме, надеюсь, вы не против. Я скорее шутил, чтобы чуть разрядить обстановку. Я знаю, насколько высок градус этого противостояния, нам очень важно было вырвать победу. Я просто хотел рассмешить парней, и они правда заулыбались. Отчасти я говорил серьезно, но главное, что парни вышли на овертайм в хорошем настроении и не нервничали. Когда я забил, я не сразу понял что произошло. Понадобилась секунда, я увидел, что происходит, и услышал рев толпы. Думаю,я выбрал самый идиотский способ отпраздновать гол, прокатившись на коленях. Было забавно наблюдать за матчами с трибун (Фолиньо пропустил две игры из-за травмы). Ты наблюдаешь все сверху, видишь, как работает система, и она лучше укладывается в голове».
Оригинальный текст (англ.)In third intermission i said: «I am going to score the overtime winner, I hope you guys don't mind. I might have said it in passing, joking, but never actually happened,I know the magnitude of the game and I know how important it is. Just trying to get laughs and guys started chuckling. I was still partially serious but it got guys in a good mood. I actually had to look and hear the roar of the crowd, I think I did the most ridiculous celebration going to two knees. It is funny when you watch from up top (Foligno missed two games), the open ice you see and how the systems work.So maybe that is a little bit of a head start».

Сезон 2014/15 начал очень мощно, набирая очки в шести стартовых играх подряд, а его команда выиграла 4 матча. Что интересно, в стартовом матче сезона Ник сыграл в родном городе против своего брата Маркуса, а на игре присутствовал их отец — оба брата сделали по одной результативной передаче, а «Коламбус» переиграл «Баффало Сейбрз» 3-1. С 24 октября по 11 ноября «мундиры» проиграли 9 матчей подряд и были отброшены далеко за пределы кубковой восьмёрки. Но последний месяц 2014 года получился удачным — команда выиграла 10 матчей из 12, набрав в них 21 очко; сам же Фолиньо выдал рекордную  серию с набранными баллами за результативность, которая составила 8 игр и продлилась с 27 декабря 2014 по 14 января 2015 — Ник набрал 11 баллов, забросив 2 шайбы и сделав 9 передач. 18 декабря, во встрече с «Вашингтон Кэпиталз», завершившейся победой «столичных» в овертайме 5-4, провёл свою 100-ю шайбу в регулярных чемпионатах. В канун Нового года «Коламбус» продлил контракт с Ником на шесть лет. По данным североамериканских источников сумма сделки составила $33 млн. Также в этом сезоне Фолиньо получил вызов на матч всех звёзд на «Нэшионвайд-Арене», где стал капитаном одной из команд, капитаном второй команды стал Джонатан Тэйвз из «Чикаго Блэкхокс». Помимо Фолиньо вызов на звёздный уик-энд получили его одноклубники Сергей Бобровский и Райан Джохансен.

## Международная карьера
В составе сборной США Ник принимал участие в чемпионате мира 2009 года, который проходил в Швейцарии. В 9 матчах Фолиньо отдал 2 передачи, а его сборная финишировала на четвёртом месте, проиграв Швеции 2-4 в матче за бронзовую медаль. Также сыграл на чемпионате мира 2010 года в Германии, забросив в 6 играх 3 шайбы. Американцы турнир провалили и заняли 13 место, едва не выбыв в низший дивизион.

## Личная жизнь
Ник родился в США от родителей-канадцев и имеет двойное гражданство. Когда Ник родился, его отец, Майк Фолиньо, играл за «Баффало Сейбрз».
Его младший брат был задрафтован «Баффало» в 2009 году. Также у него есть две сестры, Лиза и Сара. Летом 2009 потерял свою мать, Дженис, из-за рака молочной железы. В настоящий момент занимается благотворительностью и всячески поддерживает больных раком. Вместе со своей женой Жанель является участником благотворительной организации Канады Cystic Fibrosis Canada.
Выступает под 71 номером или под 17, как и Майк Фолиньо. Одно время Ник играл в ОХЛ за «Садбери Вулвз», где тренером был его отец. В 2007 году вместе с командой Ник дошёл до финала Кубка Дж. Росса Робертсона, где в шести играх сильнее оказались соперники из «Плимут Уэйлерс».

## Статистика
| Легенда | Легенда                    | Легенда | Легенда                   | Легенда | Легенда    |
| ------- | -------------------------- | ------- | ------------------------- | ------- | ---------- |
| И       | Количество проведённых игр | Штр     | Штрафное время            | +/−     | Плюс-минус |
| Г       | Голы                       | П       | Голевые передачи          | О       | Очки       |
| -       | Статистика неизвестна      | —       | Статистика не учитывалась |         |            |

## Награды и достижения
- 2006 — участник матча самых перспективных игроков CHL
- 2007 — попадание в OHL All Academic Team
- 2015 — участник Матча всех звёзд НХЛ